# Барија: капија ветрова
„Барија: капија ветрова“ (итал. Baarìa – La porta del vento) је италијански филм из 2009. године који је режирао Ђузепе Торнаторе.

## Улоге
| Глумац          | Улога          |
| --------------- | -------------- |
| Франческо Шана  | Пепино         |
| Маргарет Маде   | Манина         |
| Раул Бова       | Романо         |
| Анђела Молина   | одрасла Сарина |
| Николе Гримаудо | Сарина         |
| Лео Гулота      | Либорио        |